# A. J. Cook
Andrea Joy Cook (Oshawa, Ontario, 1978. július 22. –) kanadai színésznő.
Legismertebb alakítása Jennifer "JJ" Jareau különleges ügynök a Gyilkos elmék című sorozatban. Ebben 2005 óta szerepel egy kisebb megszakítással és két epizódot rendezőként is jegyez. 2000-ben az Erdei Iskola című drámasorozatban szerepelt.  2003 és 2004 között a Tru Calling – Az őrangyal első évadjának egyik főszereplője volt.
Filmszereplései közé tartozik az Öngyilkos szüzek (1999), a Meredek pálya (2001) és a Végső állomás 2. (2003). 

## Fiatalkora
Az Ontario tartománybeli Oshawában született. Második osztályos korában jogilag vaknak nyilvánították, súlyos asztigmatizmusa miatt. Látását kontaktlencsével és vastag szemüvegekkel próbálták korrigálni, 2007-ben műtéten esett át. Gyerekkorával kapcsolatban elmesélte, hogy sok támadás érte kortársai részéről, gyenge látása pedig a tanulásban is súlyosan korlátozta. Emiatt egy ideig azt hitték, tanulási nehézségekkel küzd. 
Négyévesen kezdett táncolni, mivel ebben a tevékenységben nem gátolták látásproblémái. 16 évesen döntötte el, hogy színészkedni szeretne.

## Pályafutása
Első komolyabb filmszerepe az 1999-es Öngyilkos szüzek könyvadaptációban volt, a főszereplő Lisbon-nővérek egyikeként. 2000-ben lett az egy évadot megélt Erdei Iskola című drámasorozat főszereplője, sorozatbeli romantikus partnerét Hayden Christensen alakította. A Ripper (2001) és a Végső állomás 2. (2003) című horrorfilmekben, továbbá a Meredek pálya című 2001-es filmvígjátékban már főszerepeket osztottak rá. 2003-ban a Tru Calling – Az őrangyal 1. évadjának Lindsay Walker nevű főszereplője volt. 
2005-től játszotta  Jennifer "J.J." Jareau-t a Gyilkos elmék című CBS-drámasorozatban. 2010-ben nem újították meg szerződését, de két epizód erejéig még visszatért a sorozatba, lezárni karaktere történetszálát – erre a rajongói tiltakozó levelek és petíciók miatt kerülhetett sor. Távozása okaként anyagi problémákra hivatkoztak, de más források szerint nem ez állt a hátterében. Később a színésznő főszereplőként ismét visszatért a sorozatba.

## Filmográfia

### Film
| Év   | Magyar cím           | Eredeti cím                            | Szerep          | Magyar hang        |
| ---- | -------------------- | -------------------------------------- | --------------- | ------------------ |
| 1997 |                      | Laserhawk                              | csinos lány     |                    |
| 1999 | Öngyilkos szüzek     | The Virgin Suicides                    | Mary Lisbon     | Mezei Kitty        |
| 1999 | Öngyilkos szüzek     | The Virgin Suicides                    | Mary Lisbon     | Berkes Boglárka    |
| 1999 | Tiniboszik           | Teen Sorcery                           | Dawn            | Bogdányi Titanilla |
| 2001 |                      | Ripper                                 | Molly Keller    |                    |
| 2001 | Halálmester 3.       | Wishmaster 3: Beyond the Gates of Hell | Diana Collins   |                    |
| 2001 | Meredek pálya        | Out Cold                               | Jenny           | Dögei Éva          |
| 2002 |                      | The House Next Door                    | Lori Peterson   |                    |
| 2003 | Végső állomás 2.     | Final Destination 2                    | Kimberly Corman | Bognár Anna        |
| 2006 | Szívek hullámhosszán | I'm Reed Fish                          | Theresa         | Solecki Janka      |
| 2007 |                      | Night Skies                            | Lilly           |                    |
| 2008 |                      | Misconceptions                         | Miranda Bliss   |                    |
| 2010 |                      | Mother's Day                           | Vicky Rice      |                    |
| 2012 |                      | Least Among Saints                     | Cheryl          |                    |
| 2013 | A vérfarkas          | Wer                                    | Kate Moore      | Bartsch Kata       |
| 2019 |                      | Back Fork                              | Nida            |                    |

### Televízió
| Év               | Magyar cím                               | Eredeti cím                       | Szerep                    | Megjegyzések |
| ---------------- | ---------------------------------------- | --------------------------------- | ------------------------- | --- |
| 1997             | Elvis és Nixon                           | Elvis Meets Nixon                 | hippilány                 | tévéfilm |
| 1997             |                                          | In His Father's Shoes             | Lisa                      | tévéfilm |
| 1997             | Libabőr                                  | Goosebumps                        | Kim                       | 1 epizód |
| 1997–1998        | Y-akták – A lélek határai                | Psi Factor                        | Jill Starling / Lee Mason | 2 epizód |
| 1999             | Kék Hold                                 | Blue Moon                         | Alison                    | tévéfilm |
| 2000             |                                          | The Spiral Staircase              | helyi lány                | tévéfilm |
| 2000             | Erdei Iskola                             | Higher Ground                     | Shelby Merrick            | főszereplő (22 epizód)                                                                                              |
| 2000             |                                          | First Wave                        | Lindsay Tilden            | 1 epizód |
| 2003             | Haláli hullák                            | Dead Like Me                      | Charlotte                 | 1 epizód |
| 2003             | Tru Calling – Az őrangyal                | Tru Calling                       | Lindsay Walker            | 1. évad főszereplő (20 epizód)                                                                                      |
| 2005             |                                          | Bloodsuckers                      | Fiona                     | tévéfilm |
| 2005–2020; 2022– | Gyilkos elmék                            | Criminal Minds                    | Jennifer Jareau           | - főszereplő (1-5., 7. évadtól) - visszatérő szereplő (6. évad) - rendező (2 epizód) - magyar hangja: - Agócs Judit |
| 2006             | Eltűnt                                   | Vanished                          | Hope                      | tévéfilm |
| 2011             | Esküdt ellenségek: Különleges ügyosztály | Law & Order: Special Victims Unit | Dr. Debbie Shields        | 1 epizód |
| 2011             |                                          | Bringing Ashley Home              | Libba                     | tévéfilm |
| 2022             | 911 L.A.                                 | 9-1-1                             | Kira                      | 1 epizód |

## Fordítás
- Ez a szócikk részben vagy egészben  az   A. J. Cook című angol Wikipédia-szócikk fordításán alapul.  Az eredeti cikk szerkesztőit annak laptörténete sorolja fel. Ez a jelzés csupán a megfogalmazás eredetét és a szerzői jogokat jelzi, nem szolgál a cikkben szereplő információk forrásmegjelöléseként.